# Brouckerque
Brouckerque település Franciaországban, Nord megyében. Lakosainak száma 1454 fő (2022. január 1.). Brouckerque Grande-Synthe, Spycker, Bourbourg, Craywick, Looberghe, Loon-Plage és Pitgam községekkel határos.

## Népesség
A település népességének változása:
| Lakosok száma | 1276 | 1328 | 1384 | 1375 | 1408 | 1421 | 1434 | 1444 | 1454 |
|               | 2013 | 2015 | 2016 | 2017 | 2018 | 2019 | 2020 | 2021 | 2022 |